# اچ‌ام‌اس اسفینکس (جی۶۹)
اچ‌ام‌اس اسفینکس (جی۶۹) (به انگلیسی: HMS Sphinx (J69)) یک کشتی بود که طول آن ۲۴۵ فوت ۹ اینچ (۷۴٫۹۰ متر) بود. این کشتی در سال ۱۹۳۸ ساخته شد.